# Joshua Hall
Joshua Hall, född 22 oktober 1768 i Lewes, Delaware, död 25 december 1862 i Frankfort, Maine, var en amerikansk politiker (demokrat). Han innehade guvernörsämbetet i Maine från januari till februari 1830.
Hall var verksam som predikant innan han blev politiker. I januari 1830 valdes Hall till Nathan Cutlers efterträdare som talman i Maines senat efter 49 omröstningar. Dödläget berodde på att det fanns lika många demokrater som det fanns nationalrepublikaner i Maines senat. Hall, som inte själv var nationalrepublikan, hade nationalrepublikanerna att tacka för att de till sist godkände honom som talman. Guvernör Enoch Lincoln hade avlidit i ämbetet i oktober 1829 och Cutler hade därefter innehaft guvernörsämbetet i egenskap av talman. I och med att Hall tillträdde som ny talman i Maines senat fick han även inneha guvernörsämbetet fram till början av Jonathan G. Huntons ordinarie mandatperiod som guvernör.